# Paul Bonenfant
Paul-Joseph Bonenfant (Geldenaken, 1 februari 1899 - Laon, 9 april 1965) was een Belgisch historicus en hoogleraar aan de Université libre de Bruxelles.

## Biografie
Paul Bonenfant was hoogleraar aan de Université libre de Bruxelles.
In 1953 werd hij corresponderend lid en in 1959 werkend lid van de Académie royale de Belgique.
Hij trouwde in 1933 met Anne-Marie Feytmans (1907-2009). Ze waren de ouders van historicus en hoogleraar Pierre-Paul Bonenfant.

## Publicaties (selectie)
- La suppression de la Compagnie de Jésus dans les Pays-Bas autrichiens, 1773, Brussel, Lamertin, 1924.
- Le duché de Lothier et le marquisat de Flandre à la fin du XIe siècle (1095), Brussel, Librairie nationale d'art et d'histoire, 1931.
- Le problème du paupérisme en Belgique à la fin de l'Ancien Régime, Brussel, Palais des Académies, 1934.
- 'La notice de donation du domaine de Leeuw à l'église de Cologne et le problème de la colonisation saxonne en Brabant', in Revue belge de philologie et d'histoire 14, nr. 3, 1935, 775-810.
- 'Les premiers remparts de Bruxelles', in Annales de la Société royale d'archéologie de Bruxelles 40, 1936, 7-47.
- Notice critique sur le faux diplôme d'Otton Ier de 947. Conférant l'Avouerie de Gembloux à Lambert, comte de Louvain, Brussel, Hayez, 1936.
- 'La date de la mort de Godefroid Ier, Duc de Brabant',in Revue belge de philologie et d'histoire 19, nr. 1, 1940, 135-150.
- 'Brabant en Gelre voor en na Woeringen', in Algemene geschiedenis der Nederlanden, vol. 2, Utrecht, 1950, 256-268.
- Cartulaire de l'hôpital Saint-Jean de Bruxelles. Actes des XIIe et XIIIe siècles, Brussel, Palais des Académies, 1953.
- Philippe le Bon, Brussel, La Renaissance du livre, 1955. (3e druk)
- Du meurtre de Montereau au traité de Troyes, Brussel, Palais des Académies, 1958.
- Ordonnances de Philippe le Hardi, de Marguerite de Mâle et de Jean sans Peur, 1381-1393, vol. 1, Brussel, Ministère de la Justice, 1965. (met John Bartier en Andrée Van Nieuwenhuysen)
- Philippe le Bon. Sa politique, son action, Brussel, De Boeck, 1996. (met voorwoord van Jean Stengers)